# J-STAGE
J-STAGE, acronimo di Japan Science and Technology Information Aggregator, Electronic, è un archivio digitale ad accesso aperto che contiene riviste accademiche giapponesi. L'80% dei documenti è disponibile in modalità Open Access.

Il servizio è gestito dal Ministero della dell'Educazione, Cultura, Sport, Scienza e Tecnologia.
A settembre del 2016 risultavano indicizzate 1.833 riviste con 2.415.500 articoli, oltre a 129 volumi relativi a conferenze.
Database comparabili sono PubMed e SciELO.

## IlJournal@rchive
Journal@rchive  è l'archivio digitale Open Access fondato nel 2005 dal governo nipponico, il quale affidò la sua amministrazione all'Agenzia Giapponese per la Scienza e la Tecnologia.
A supporto delle attività di digitalizzazione, l'anno successivo il Journal@rchive iniziò ad utilizzare uno scanner per libri robotizzato capace di scansionare 1.200 pagine all'ora.

Da quel momento, il servizio è fu rinominato J-STAGE (Japan Science Technology Information Aggregator, Electronic), descritto come un sito Web che "supporta l'invio di manoscritti, la peer-review, l'impaginazione e la diffusione di riviste elettroniche" pubblicato in Giappone. Il sito offre libero accesso a riviste elettroniche, procedure e rapporti elettronici full text di varie società scientifiche giapponesi.
Nell'aprile del 2009, il sito aveva collaborato con circa 540 organizzazioni di livello accademico, grazie alle quali nel febbraio 2012 erano offerti 1.68 milioni di articoli gratuiti per il download.